# We Are Your Friends
We Are Your Friends ist ein US-amerikanischer Musikfilm des Regisseurs Max Joseph aus dem Jahr 2015. In den Hauptrollen sind Zac Efron, Wes Bentley und Emily Ratajkowski zu sehen. Der Film feierte am 11. August 2015 in London und am 20. August 2015 in Hollywood seine Premiere. In Deutschland kam der Film am 27. August 2015 in die Kinos.

## Handlung
Der 23-jährige DJ Cole aus dem San Fernando Valley träumt davon, als Electro-DJ voll durchzustarten und hofft, dass er mit einem ganz besonderen Song den Durchbruch schafft. Tagsüber hängt Cole mit seinen alten Freunden ab, nachts jedoch zieht es ihn in die Clubs von Los Angeles. Der ältere DJ James Reed nimmt Cole bald unter seine Fittiche und fördert ihn bei seinem großen Traum. James wird zu seinem Mentor, und Cole macht die Bekanntschaft mit dessen Freundin Sophie. Als Cole jedoch eine Affäre mit ihr beginnt, kommt es zu Handgreiflichkeiten zwischen den beiden DJs.
Sophie trennt sich von James, dessen Alkoholismus sie nicht mehr erträgt. Nach einer Drogen-Party verstirbt Coles Kumpel Squirrel. Der Freundeskreis gerät in eine tiefe Krise. Auch deren Jobs bei einem Immobilienspekulanten werden infrage gestellt. DJ James Reed gibt seinem Schützling Cole die Möglichkeit, ihn bei einem großen Festival zu supporten. Coles neuer Track enthält Worte seines verstorbenen Kumpels und wird von den Zuschauern frenetisch gefeiert. Kurze Zeit später besucht er entspannt Sophie bei ihrem neuen Job: Kellnerin in einem kleinen Restaurant.

## Hintergrund

### Produktion
We Are Your Friends ist das Filmdebüt von Max Joseph. Er arbeitete gemeinsam mit Meaghan Oppenheimer am Drehbuch, welches auf einer Geschichte von Richard Silverman basiert. Am 31. Juli 2014 wurde der jetzige Titel des Films bekannt.
Neben Zac Efron konnte die Schauspielerin Alicia Coppola verpflichtet werden, die in der Fernsehserie Teen Wolf die Alpha-Werwölfin Talia Hale verkörperte. Das Model Emily Ratajkowski spielt Efrons Freundin, der in Ghost Rider den Gegner des Protagonisten Blackheart spielende Wes Bentley übernimmt die Rolle seines Förderers.

### Besetzung
Im Juni 2014 wurde die Besetzung der Hauptrolle mit Zac Efron bekanntgegeben. Im Juli 2014 wurde die Rolle der Sophie mit Emily Ratajkowski besetzt, im August 2014 folgten Jon Abrahams, Alicia Coppola und Wes Bentley. Zudem wirken im Film eine Reihe bekannter internationaler DJs mit(Alesso, Dillon Francis, Nicky Romero, Them Jeans).

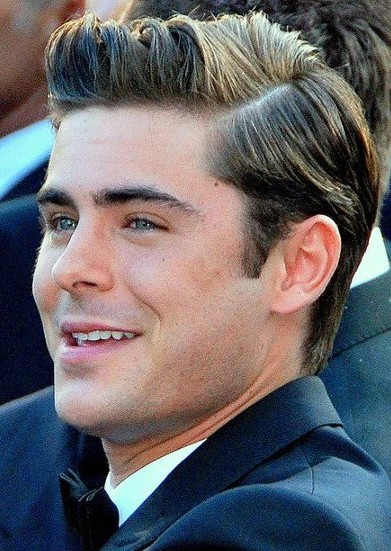
Zac Efron (2012)
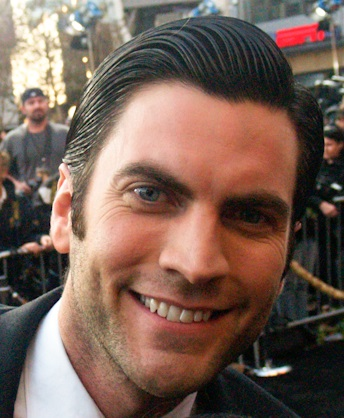
Wes Bentley (2012)
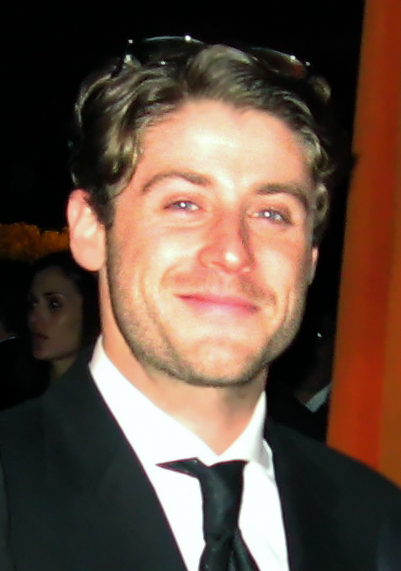
Jon Abrahams (2011)
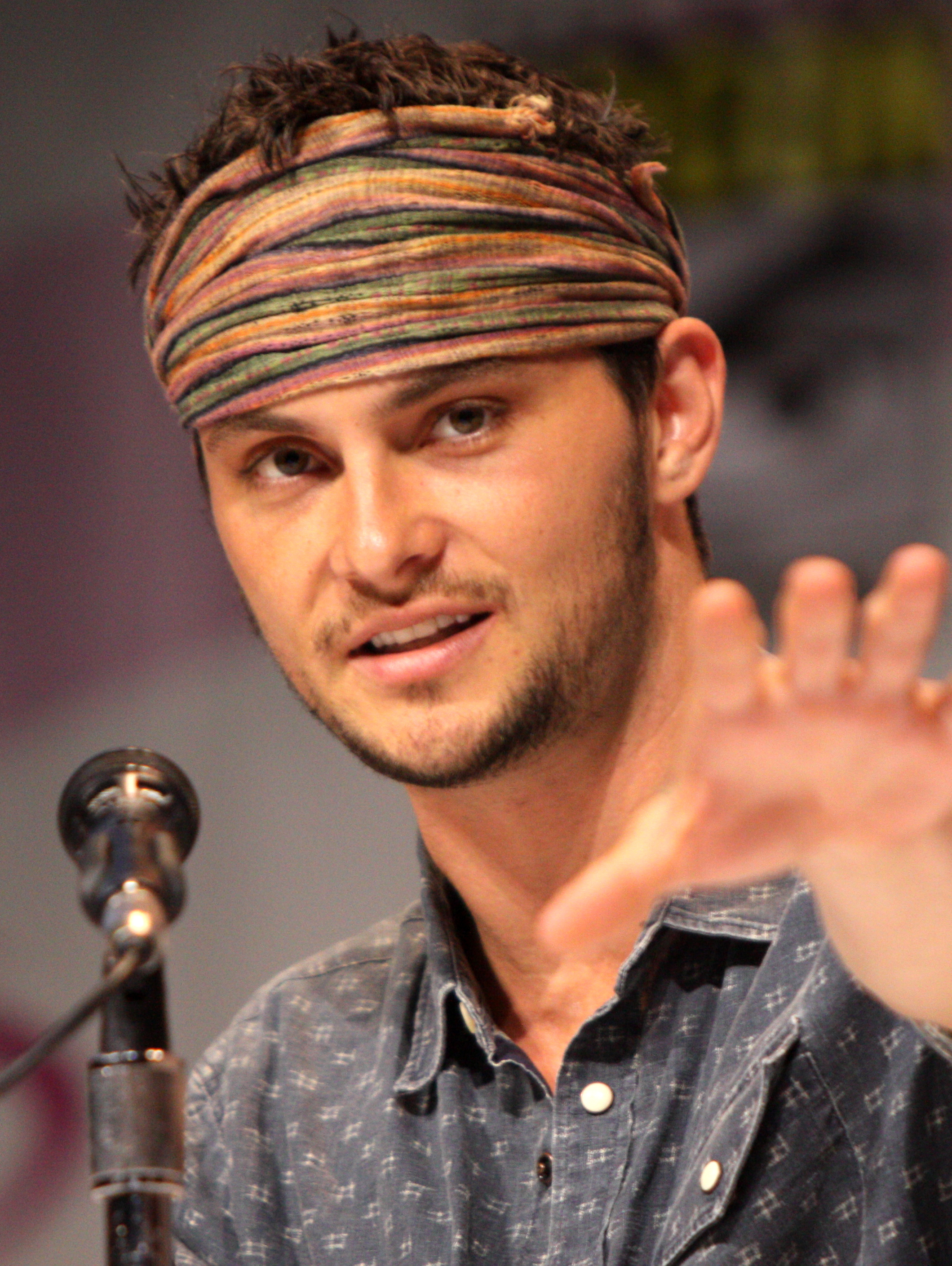
Shiloh Fernandez (2013)
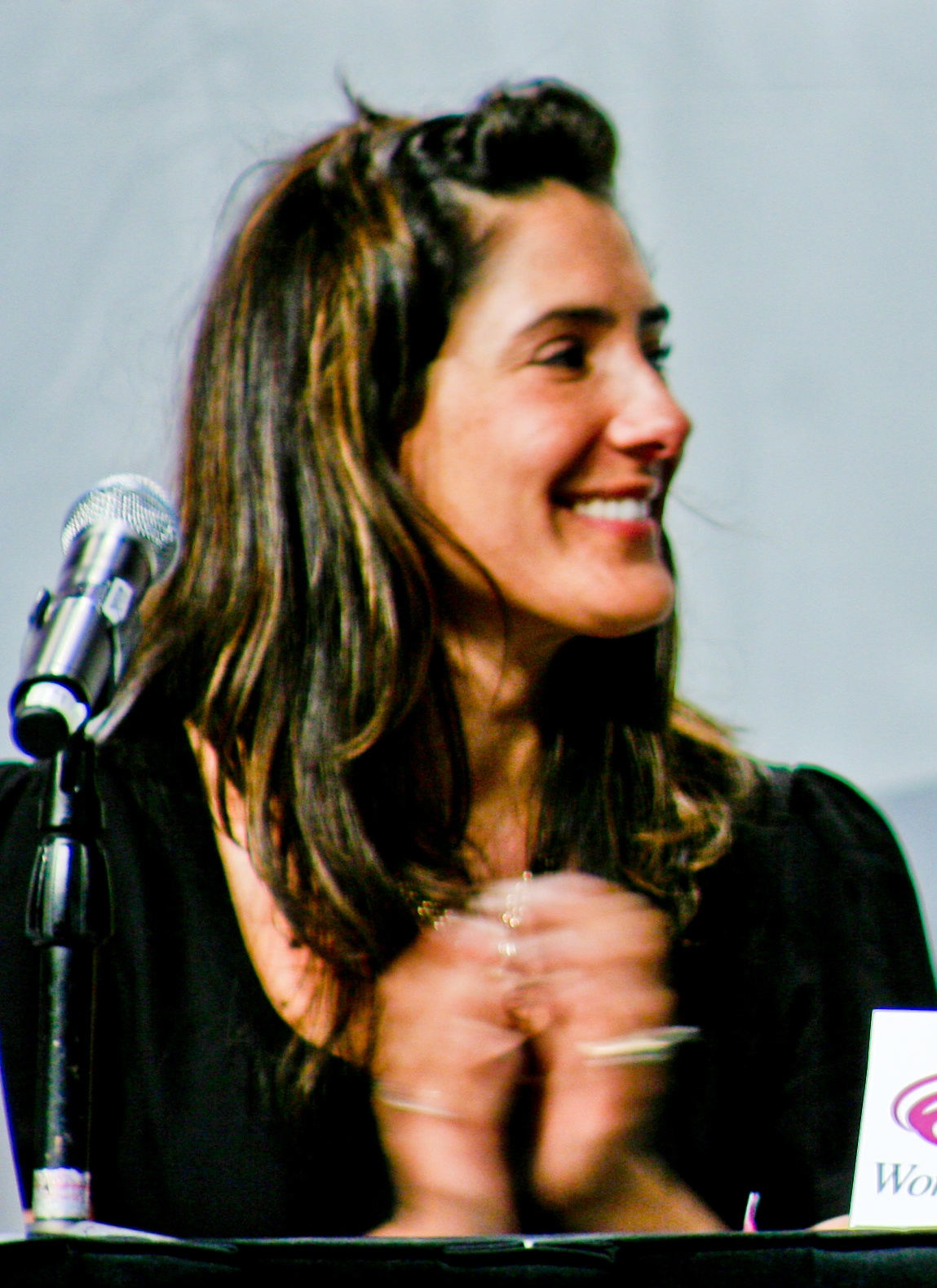
Alicia Coppola (2008)
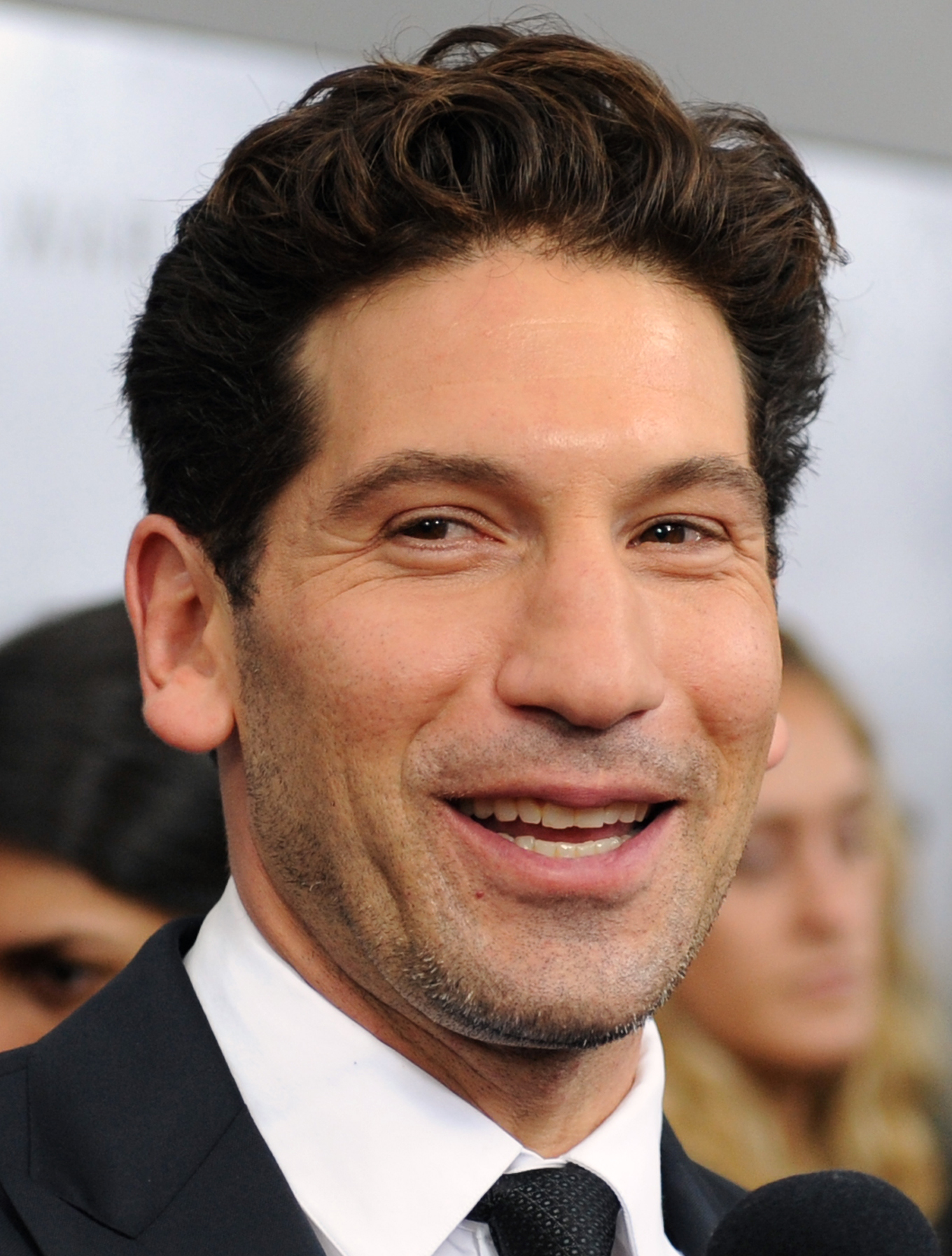
Jon Bernthal (2014)

### Dreharbeiten
Die Dreharbeiten haben am 18. August 2014 im San Fernando Valley begonnen und fanden im weiteren Verlauf in Los Angeles und Las Vegas statt.

### Veröffentlichung
We Are Your Friends kam am 28. August 2015 in die US-Kinos. In Frankreich war der Film bereits ab dem 26. August und in Deutschland ab dem 27. August 2015 zu sehen.

## Soundtrack
Der Soundtrack enthält in der Deluxe-Version die folgenden 18 Tracks. Die Standard-Version des Soundtracks enthält zwölf Tracks (Nr. 1–4, 6, 8–10, 12, 13, 16 und 18 aus der folgenden Liste). Der Soundtrack erscheint bei Interscope Records voraussichtlich am 21. August 2015.
1. Deorro feat. Erin McCarley – I Can Be Somebody
2. Years & Years – Desire (Gryffin Remix)
3. Hook N Sling feat. Far East Movement and Pusha T – Break Yourself
4. The Americanos feat. Lil Jon, Juicy J & Tyga – BlackOut
5. Scenic – Another Sky (The Magician Remix)
6. Hayden James – Something About You (Pete Tong Kingstown Remix)
7. Klingande feat. Broken Back – RIVA (Restart the Game)
8. Will Sparks feat. Wiley and Elen Levon – Ah Yeah So What (WAYF Edit)
9. AlunaGeorge – You Know You Like It (Tchami Remix)
10. Dom Dolla & Go Freek – Define
11. Oliver $ & Jimi Jules – Pushing On
12. Seinabo Sey – Younger (Kygo Remix)
13. Pyramid – Cole’s Memories (Original Mix)
14. The Rapture – Sister Saviour (DFA Dub)
15. Fake Blood – I Think I Like It
16. Bro Safari – The Drop (VIP Mix)
17. Carnage feat. ILoveMakonnen – I Like Tuh
18. Justice vs. Simian – We Are Your Friends

## Rezeption

### Kritiken
Der Film wurde bereits mit dem Start in Deutschland gemischt, allerdings überwiegend mit durchschnittlichen Bewertungen, aufgenommen. Der Metascore der Plattform Metacritic beläuft sich, einen Tag nach der Veröffentlichung, auf 47 bei 31 Kritiken. Die Nutzer der Plattform (User Score) bewerteten den Film im Durchschnitt mit 5,5 von 10 möglichen Punkten. Bei Rotten Tomatoes erhält der Film 42 % positive Bewertungen bei 90 gezählten Bewertungen. Auch bei der IMDb wird der Film von 792 Nutzern mit 5,5 von 10 möglichen Sternen mittelmäßig bewertet.
In einer Review des Filmkritikers und Schauspielers Robert Hofmann erhält der Film ebenfalls eine mittelmäßige Bewertung von 6 von 10 möglichen Punkten. Er kritisiert vor allem eine sehr vorhersehbare Handlung, welche sich nicht wirklich zu einem Höhepunkt aufbaut. Zudem bewertet er die vorangegangenen Trailer im Vergleich zum Film irreführend, da sich der Film hauptsächlich um die Geschichte selbst dreht und sich nur zu einem kleinen Teil mit der Entstehung und Wirkung der Musik befasst, obwohl diese in den Trailern im Vordergrund stand.

### Einspielergebnis
We Are Your Friends spielte am Startwochenende lediglich 1,8 Mio. US-Dollar ein und damit so wenig, wie kein anderer in Hollywood produzierter Film, der in mehr als 2.000 Kinos gestartet war, zuvor.